# Aşık Veysel
Aşık Veysel (echte naam: Veysel Şatıroğlu) (25 oktober 1894, Şarkışla – 21 maart 1973, Şarkışla) was een Turkse zanger, dichter en troubadour.
Ondanks dat Veysels liederen tientallen jaren geleden uitgebracht zijn, worden ze nog veel beluisterd en wordt hij gezien als een van de beste Turkse dichters met een mythische status die bij jong en oud bekend is.

## Biografie

### Eerste jaren
Veysel Şatıroğlu werd geboren in 1894 in het dorp Sivrialan in het district Şarkışla van de toenmalige vilajet van Sivas in het Ottomaanse Rijk. Zijn moeders naam was Gülizar. Zijn vader was een boer genaamd Ahmet, bijgenaamd 'Karaca'. Zijn familie behoorde tot de alevitische Turken, die van oorsprong tot de Afshar-stam behoorden
Voor zijn geboorte waren twee van Veysels zusters gestorven na het lijden aan de ziekte pokken, die destijds wijdverspreid waren in de regio. Op zevenjarige leeftijd, verloor Veysel beide ogen door een uitbraak van dezelfde ziekte. Hij zei het volgende hierover: “Ik was zeven jaar oud. Mijn moeder naaide een prachtige jurk. Ik bracht hem naar vrouw Muhsine, die heel veel van me hield. Het was een modderige dag, en onderweg naar huis gleed ik uit en viel. Ik kon niet meer opstaan. Ik had de ziekte pokken ... De ziekte was moeilijk. Ziekte sloeg door in mijn linkeroog. Het gordijn viel ook voor mijn rechteroog. Sinds die dag is de wereld donker voor mij, ik was voor altijd blind geworden”.

### Muziek
Zijn vader kocht voor hem een bağlama, zodat Veysel iets had waarmee hij zich kon bezig houden ondanks zijn blindheid. Zijn eerste instructie met dit muziekinstrument kreeg hij van de vriend van zijn vader, Çamışıhlı Ali Aga (Aşık Alâ), die hem leerde over de werken van Pir Sultan Abdal, Karacaoğlan, Dertli, Rühsati en andere grote alevitische dichters uit Anatolië. Zijn vader droeg hem ook veel volksgedichten voor.
Dichters uit de regio kwamen ook met hun vrienden langs bij zijn vaders huis. Ze bespeelden instrumenten en zongen liedjes. Veysel luisterde aandachtig naar hen. Veysel wijdde zich met heel zijn hart aan het spelen van bağlama en het zingen. Later begon hij zelf muziek te maken. Hierdoor kwam hij bekend te staan als Aşık Veysel. De titel Aşık wordt gewoonlijk in Turkije gegeven aan een zanger-dichter of troubadour van Turkse volksmuziek.

### Eerste Wereldoorlog
Veysel was twintig jaar toen de Eerste Wereldoorlog uitbrak. Al zijn vrienden en zijn broer vertrokken na een oproep naar het front om als soldaat deel te nemen aan de oorlog. Vanwege zijn blindheid bleef hij alleen achter in zijn dorp met zijn bağlama.
Na de oorlog trouwde hij met een vrouw genaamd Esma, die door zijn familie voor hem was uitgekozen en die van ver familie van hem was. Ze kregen een dochter en een zoon. De zoon stierf al 10 dagen na de geboorte. Op 24 februari 1921 overleed Veysels moeder, anderhalf jaar later gevolgd door zijn vader. Tegen die tijd had zijn vrouw Esma hem en hun zes maanden oude dochtertje verlaten en was er met een bediende uit het huis van zijn broer vandoor gegaan. Ook zijn dochter stierf op jonge leeftijd.
Het lukte Veysel daarna om te trouwen met een andere vrouw genaamd Gülizar. Uit dit huwelijk kreeg hij zeven kinderen met de namen Zöhre Beşer, Ahmet, Hüseyin, Menekşe Süzer, Bahri, Zekine (Sakine) en Hayriye Özer. Hij leefde samen met Gülizar tot aan zijn dood in 1973.

### Jaren 1930
In 1930 maakte hij kennis met Ahmet Kutsi Tecer, destijds een leraar literatuur aan het lyceum van Sivas. In 1931 richtten zij samen met andere collega's de "Associatie voor de Preservatie van Volksdichters" op. Op 5 december 1931 organiseerden ze het feest van volksdichters, dat drie dagen lang duurde. Veysels ontmoeting met Ahmet Kutsi Tecer markeerde dus een keerpunt in zijn leven.
Tot 1933 speelde en zong Veysel de gedichten van verschillende meestersdichters. Ter gelegenheid van de tiende verjaardag van de Republiek schreven alle volksdichters op bevel van Ahmet Kutsi Tecer gedichten over de Turkse republiek en zijn grondlegger Mustafa Kemal Atatürk. Veysel stuurde een gedicht in dat begon met de regel "Atatürk is de heropleving van Turkije...".
Ali Rıza Bey, de burgemeester van Ağcakışla waarbij het dorp Sivrialan destijds was aangesloten, had veel waardering voor het gedicht van Veysel en wilde het naar Ankara sturen. Veysel zei dat hij graag de president van het land, Atatürk, wilde bezoeken. Te voet reisde hij samen met zijn trouwe vriend İbrahim onder barre winteromstandigheden naar de hoofdstad Ankara. Drie maanden later kwamen ze in Ankara aan. Veysel verbleef vijfenveertig dagen met zijn gastvrije vrienden in Ankara. Helaas lukte het niet om een ontmoeting met Atatürk regelen om zijn gedicht aan hem presenteren. Hij zei later dat hij bittere spijt had van twee dingen in het leven: ten eerste omdat hij de grote leider niet kon bezoeken, en ten tweede omdat hij zich niet bij het leger kon voegen. Zijn gedicht werd echter wel gedrukt in een drukkerij genaamd Hakimiyeti Milliye in het district Ulus en werd gedurende drie dagen in de krant gepubliceerd. Vervolgens begon hij door het land te reizen om zijn gedichten aan de mensen ten gehore te brengen.

### Latere jaren

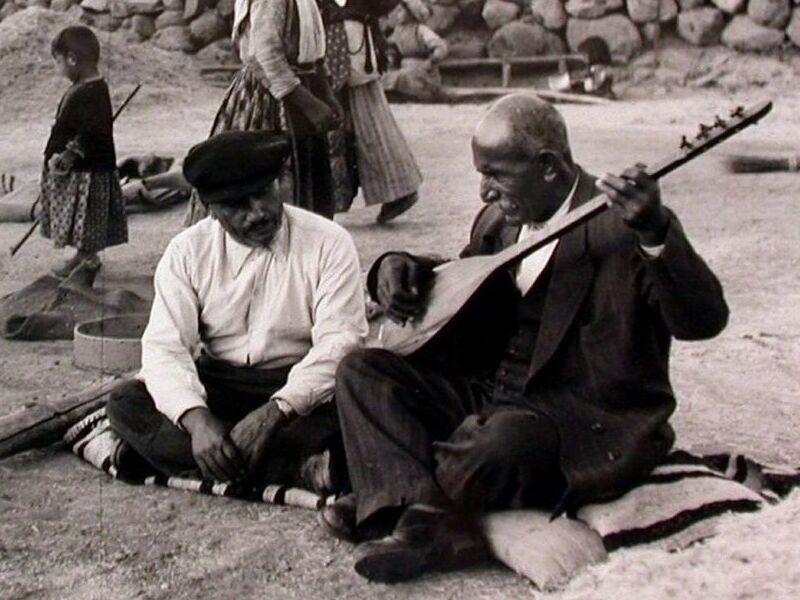
Aşık Veysel speelt de bağlama in zijn dorp, 15 oktober 1948

In 1940 begon de Turkse regering met de oprichting van dorpsinstituten in verschillende dorpen van Turkije. Aşık Veysel werd toen aangesteld als bağlama-leraar in de dorpsinstituten van Arifiye, Hasanoğlan, Çifteler, Kastamonu, Yıldızeli en Akpınar.
In 1965 besloot de Grote Nationale Assemblee van Turkije (TBMM) een maandsalaris van 500 Turkse lira als pensioen toe te kennen aan Aşık Veysel in ruil voor "zijn bijdrage aan onze moedertaal en nationale solidariteit".
Op 21 maart 1973 om 03.30 uur stierf Veysel aan longkanker in Sivrialan, het dorp waar hij werd geboren. Zij huis werd daarna ingericht als museum ter ere van zijn herinnering.

## Zijn werken
Zijn werken waren in het eenvoudige Turks. Hij maakte vakkundig gebruik van de taal om zijn liedjes en gedichten te schrijven. Levensvreugde en verdriet, optimisme en wanhoop zijn met elkaar verweven in veel van zijn gedichten. Er zijn ook gedichten waarin hij de natuur, sociale gebeurtenissen, religie en politiek bekritiseert. Zijn gedichten werden verzameld in zijn boeken met de titel Deyisler (1944), Sazımdan Sesler (1950) en Dostlar Beni Hatırlasın (1970). Na zijn dood werden zijn werken heruitgegeven onder de naam Bütün Siirler (1984).

### Zijn liederen
- Anlatamam Derdimi
- Arasam Seni Gül İlen
- Atatürk'e Ağıt
- Beni Hor Görme
- Beş Günlük Dünya
- Bir Kökte Uzamış
- Birlik Destanı
- Çırpınıp İçinde Döndüğüm Deniz
- Çiçekler
- Cümle Âlem Senindir
- Derdimi Dökersem Derin Dereye
- Dost Çevirmiş Yüzünü Benden
- Dost Yolunda
- Dostlar Beni Hatırlasın
- Dün Gece Yar Eşiğinde
- Dünya'ya Gelmemde Maksat
- Esti Bahar Yeli
- Gel Ey Âşık
- Gonca Gülün Kokusuna
- Gönül Sana Nasihatim
- Gözyaşı Armağan
- Güzelliğin On Para Etmez
- Kahpe Felek
- Kara Toprak
- Kızılırmak Seni Seni
- Küçük Dünyam
- Murat
- Ne Ötersin Dertli Dertli
- Necip
- Sazım
- Seherin Vaktinde
- Sekizinci Ayın Yirmi İkisi
- Sen Bir Ceylan Olsan
- Sen Varsın
- Şu Geniş Dünya'ya
- Uzun İnce Bir Yoldayım
- Yaz Gelsin
- Yıldız (Sivas Ellerinde)

## Voorbeeld van een van zijn liederen
Een heel bekend liedje van Âşık Veysel is "Uzun ince bir yoldayım" (Nederlandse vertaling: "Ik ben op een lange smalle weg"). In dit lied symboliseert Veysel het menselijk leven als een reis over verschillende wegen. Dit liedje is een klassieker en wordt tegenwoordig nog steeds door veel Turken beluisterd. Veel verschillende artiesten hebben een cover van dit liedje gemaakt. Heel bekend is het duet tussen de twee Anatolische rocklegenden Barış Manço en Cem Karaca. Het lied werd in 2023 live gezongen door de Turkse president Recep Tayyip Erdoğan tijdens een evenement in Antalya.
| Turkse tekst                                                                                              | Nederlandse tekst |
| --- | --- |
| Uzun ince bir yoldayım Gidiyorum gündüz gece Bilmiyorum ne hâldeyim Gidiyorum gündüz gece Gündüz gece     | Ik ben op een lange smalle weg Ga ik, dag en nacht Ik weet niet in welke situatie ik ben Ga ik, dag en nacht Dag en nacht                 |
| | |
| Dünyaya geldiğim anda Yürüdüm aynı zamanda İki kapılı bir handa Gidiyorum gündüz gece Gündüz gece         | Op het moment dat ik op de wereld kwam Liep ik in dezelfde tijd In een herberg met twee deuren Ga ik, dag en nacht Dag en nacht           |
| | |
| Uykuda dahi yürüyom Kalmaya sebep arıyom Gidenleri hep görüyom Gidiyorum gündüz gece Gündüz gece          | Ik loop zelfs in mijn slaap Zoek ik een reden om te blijven Zie ik steeds de gaande mensen Ga ik, dag en nacht Dag en nacht               |
| | |
| Kırk dokuz yıl bu yollarda Ovada dağda çöllerde Düşmüşem gurbet ellerde Gidiyorum gündüz gece Gündüz gece | Negenenveertig jaar op deze wegen In de vlakten, bergen en woestijnen Ben ik verzeild in vreemde streken Ga ik, dag en nacht Dag en nacht |
| | |
| Düşünülürse derince Uzak gözükür görünce Yol bir dakika miktarınca Gidoyorum gündüz gece Gündüz gece      | Als je er diep over nadenkt Lijkt ver wanneer je het bekijkt De weg van een minuut Ga ik, dag en nacht Dag en nacht                       |
| | |
| Şaşar Veysel işbu hale Gah ağlayan gahi güle Yetişmek için menzile Gidiyorum gündüz gece Gündüz gece      | Verbaasd is Veysel over deze situatie Soms huilend, soms lachend Om de bestemming te bereiken Ga ik, dag en nacht Dag en nacht            |